# 博奇考
博奇考，是匈牙利佐洛州所辖的一个村，总面积7.38平方公里，总人口376，人口密度50.9人/平方公里（2010年1月1日）。